# Zajatci času
Zajatci času je dvanáctá epizoda první řady animovaného seriálu Star Trek. Premiéra epizody v USA proběhla 24. listopadu 1973, v České republice 30. listopadu 1997.

## Příběh
Píše se hvězdné datum 5267.2. Hvězdná loď USS Enterprise NCC-1701 pod velením kapitána Jamese Kirka doráží do Deltanského trojúhelníku, což je ve vesmíru místo obdobné Bermudskému trojúhelníku na Zemi. Mizí zde hvězdné lodě bez známých příčin a Enterprise má za úkol tento jev prozkoumat.
Na místě se setkávají s klingonským křižníkem, který ihned na Enterprise útočí. Po odvetné palbě loď Klingonů záhadně mizí, ale v dosahu jsou další dvě bitevní lodi. Pan Spock se domnívá, že jde o plán Klingonů, kterak nechat záhadně zmizet vlajkovou loď Federace. Enterprise volá klingonský kapitán Kor, který Kirka obviňuje ze zničení jejich lodi.
Při snaze uniknout se Enterprise dostává do jiného prostoru, kam patrně mizí i všechny lodě. Zde se vyskytuje ohromné pohřebiště různých plavidel z nichž některé jsou staré i stovky let. Záhy se objevuje i klingonská loď Clotos, která stále chce zničit Enterprise. Dříve než vypukne konflikt neznámý transport unáší kapitána Kirka z Enterprise.
Kapitán Kirk se objevuje v kruhovém sále a s ním i kapitán Kor a dvanáctičlenná skupina různých ras sedící za půlkruhovým stolem. Ve skupince se nachází zástupci Klingonů, Vulkánců, Andorianů, ale třeba například i Gor (Aréna) nebo Pylosian (Nesmrtelný Vulkánec). Skupinka vysvětluje kapitánům, že se nachází před Elysianským koncilem, který čítá přes 120 ras, nebude tolerována jakákoliv forma násilí. Protože jsou kapitáni odpovědní za chování své posádky, musí přijmout trest za projev agrese a sice znehybnění své lodi po dobu 100 let. Když Kor protestuje, že tak dlouho ani nežijí, ale Vulkánec z rady objasňuje, že zde budou žít mnohem více, než 100 let.
Kor se přesto rozhodne se svou posádkou prorazit bariéru a dostat se pryč. Protože oběma plavidlům dochází energie z dilithiových krystalů, Spock navrhuje spojit své lodě a dostat se společně přes bariéru. Koncil díky telepatickým členům o jejich smýšlení ví, ale protože nejde o porušení jejich zákonů, nehodlají zasáhnout. Kor přesto plánuje Enterprise zničit, jakmile se dvojloď dostane přes bariéru a nechává svého prvního důstojníka vypracovat plán. Spock se chová poněkud podivně. Je vřelý a neváhá použít přátelská gesta. Když se jej kapitán ptá, co se děje, vysvětluje, že potřeboval kontakt, aby aspoň trochu pronikl do myslí Klingonů a dozvěděl se, že něco plánují.
Mezitím se mezi Dr. McCoyem a jedním Klingonem strhá roztržka. Ihned jsou s kapitány povoláni před koncil, který chce za toto lodě potrestat stoletým trestem. Kirk je přemlouvá, že trest není potřeba, protože chtějí společně odletět. Koncil souhlasí. Když se obě lodě snaží dostat skrz bariéru, jedna členka koncilu svými smysly zjišťuje, že Klingoni dali na Enterprise výbušninu. Předseda koncilu o tom ihned varuje Kirka. Spockovi se daří trhavinu vypustit do vesmíru přetlakovou komorou.
Když jsou obě lodi zpět v klasickém vesmíru, Uhura upozorňuje, že Kor si údajně připsal zásluhy za osvobození obou lodí. Kapitán Kirk nad tím jenom mává rukou.

## Zajímavosti
- V epizodě je představena ztracená loď USS Bonaventura, kterou Spock popisuje jako první loď na kterou byl instalován warpový pohon. Tato loď není nikdy zmíněna v jiném Star Trek seriálu nebo filmu, ale stejným jménem je označena loď Zeframa Cochrana v nekánonické novele od Judith a Garfielda Reeves-Stevensových.
- Kapitán Kor se zde neobjevuje poprvé. Již předtím se vyskytl v epizodě Věc soucitu původního seriálu Star Trek. Následně pak v několika epizodách seriálu Stanice Deep Space Nine, naposledy v A znovu do té průrvy.